# 宮崎泰樹
宮崎 泰樹（みやざき やすき、1954年 - ）は、愛知県出身の元陸上自衛官、元第10師団長。中国人民解放軍の諸問題に関する研究の第一人者として、戦略的互恵関係に基づく日中の友好と相互理解の増進を主張する。退官後、東京都庁の局長級ポストである危機管理監に就任。

## 略歴
- マスコミ各社の報道や自衛隊部内では「宮崎」姓が使用されているが、戸籍上の氏名は「宮嵜 泰樹」。
- 普通科でキャリアを積み、在中華人民共和国大使館防衛駐在官、第1施設団長等の要職を歴任。防衛駐在官時代は、1996年の台湾海峡ミサイル危機の渦中に飛び込んで情報収集に当たり、日中戦争当時の反日的な歴史認識を宮崎にぶつけて一方的にいきり立つ人民解放軍の要人らをなだめつつ、彼らと酒を酌み交わして平和を訴える直談判を敢行、日本への悪影響の排除に努めた[1]。また、第10師団長に着任した際は、折しも東日本大震災の渦中にあったが、着任と同時に被災地に展開中の隷下部隊を完璧に掌握して陣頭指揮を執った宮崎の手腕は、部内からも高く評価されている[2]。
- 2012年7月26日退官。2012年8月1日、東京都知事石原慎太郎の招聘をうけ、元自衛官としては初となる東京都危機管理監に就任。この役職は、石原慎太郎が全国の自治体に先駆けて創設した、民間防衛システムを動かす常勤職員である。危機管理監は、東京都知事に直属する危機管理の実務責任者として、東海地震や南関東直下地震等に備えての帰宅困難者対策、東京都庁の防災への取り組み等を統括する。加えて、周辺事態の際には、有事法制・国民保護法に基づく都庁の国民保護計画の実施主体として、自衛隊や警察との折衝、海守・自主防災組織や指定地方公共機関の統括、全国瞬時警報システム、屋内退避指示等の民間防衛システムを活かした国民保護措置実施の任にあたる。

なお、東京都の危機管理監の自衛官登用はこれが初だが、他の都道府県庁では既に数名の幹部自衛官が都道府県庁の防災担当部署等における管理監として再就職（太田清彦など）しており、それぞれの分野において活動している

## 年譜
- 1978年（昭和53年）3月：入隊（防衛大学校第22期生）
- 1995年（平成7年）1月：外務事務官兼1等陸佐（中華人民共和国防衛駐在官）
- 2000年（平成12年）8月1日：第43普通科連隊長兼都城駐屯地司令
- 2003年（平成15年）3月27日：陸上幕僚監部監理部総務課長
- 2005年（平成17年）12月5日：陸将補昇任、第11師団副師団長
- 2007年（平成19年）7月3日：第1施設団長兼古河駐屯地司令
- 2008年（平成20年）12月1日：陸上幕僚監部監察官
- 2011年（平成23年）4月27日：陸将昇任、第10師団長
- 2012年（平成24年）
  - 7月26日：退官[4]
  - 8月1日：東京都危機管理監
- 2015年（平成27年）
  - 3月31日：東京都庁退職[5]
  - 10月16日：東京ビッグサイト監査役[5]（ビッグサイトサービス監査役[6]、公益財団法人東京都中小企業振興公社理事など兼務[7]）